# Кордопулова кућа
Кордопулова кућа (бугарски: Кордопулова къща) је велика кућа из доба Бугарског националног препорода, у југозападној Бугарској, у граду Мелник. Саграђена је 1754. године посебно за производњу вина, а купио ју је богати и познати грчки трговац Манолис Кордопулос. Кућа, можда највећа такве врсте и тог периода, налази се у источном делу града и састоји се од приземља у коме се налазе вински подрум, полу-приземља за економске потребе и два спрата који је намењена становању и гостима.

## Изглед
Док је доњи ред од 12 прозора типично бугарски по стилу, горњи је спој венецијанске и османске архитектуре и направљен је од венецијанског стакла, што кућу чини јединственом у Бугарској.
Два од четири спрата Кордопулове куће направљена су од камена. Седам унутрашњих степеништа спајају спратове и поткровља, а дрвени подови прекривени су разноликим простиркама.
Карактеристични вински подрум је укопан у стену да би се формирали тунели. У подруму се може чувати 300 тона вина, а у највеће буре може стати 12,5 тона. Ходници су на неким местима релативно уски и ниски, а подрум има вентилациони систем и посебне канале. Подрум је попут природног фрижидера, са температуром од 7 до 9 °C.
Дневна соба је око 90 м², има два реда прозора, по 12 у броју. Таваница је богато украшена, у средини је приказано сунце, а дванаест геометријских фигура на крају означава дванаест апостола и дванаест месеци у години.
Средња соба, мања, користила се за мањи број гостију, уз шољицу кафе. Музичари су наступали у њој, чак је и део Бечке филхармоније свирао у њој много пута. Овде су одржане и мале забаве.
У спаваћој соби витражи су у неколико стилова, плафон има бугарске, грчке, турске и оријенталне мотиве. Камин је у облику минарета на којем се налази православни крст, што указује да су етничке групе које су тада насељавале ту област добро коегзистирале.
У трпезарији се налази ормар који је некада служио и као „тајно скровиште“. Међутим, обично је власник иза тог ормара постављао свог човека од поверења чији је задатак био да прислушкује пословне разговоре и процењује да ли је посао добар или не. Уколико би се показало да је посао прихватљив, трговци би прешли у дневни боравак и потписали документе. На том спрату је и сауна која је данас сачувана у аутентичном облику.
Степенице воде до летње терасе на којој је приказана мапа Бугарске у периоду препорода. У центру је сунчани сат од камена. На једном крају мапе је посађено дрво, које означава место на мапи на којој се налази Мелник.

## Историја породице
Последњи од чувене породице произвођача вина и трговаца је Манол Кордопулов. Био је веома интелигентан човек који је добио најбоље образовање у Француској и вратио се у Мелник где је модернизовао технологију производње вина. Поред тога што је био човек модерног размишљања, био је и родољуб који је пружио уточиште борцима за слободу, попут бугарског револуционара, Јанеа Санданског. Због његових активности, Манола Кордопулова су Турци обесили 1912. године и пошто није имао времена да оснује породицу, тако је окончао лозу Кордопулов. Пре смрти, кућу је оставио својим верним слугама, чији наследници још увек чувају наследство Кордопулових. 
Кућа је припала Агнеси, или слушкињи или сестри Кордопуловој. Удала се за Георга Цинцара и, пошто нису имали деце, усвојили су нећака Гавраила. Он је пак отац Николе Паспалева, садашњег власника. Кућа Кордопулова обновљена је 1974-1980. године и тренутно је приватни музеј који годишње посети 30.000 туриста.
Кућа је на листи 100 националних туристичких места Бугарске.